# Лінійний пошук в оптимізації
В оптимізації алгоритм лінійного пошуку — це один з двох основних ітеративних підходів до пошуку локального мінімуму {\displaystyle x^{*}} цільової функції {\displaystyle {\displaystyle f:\mathbb {R} ^{n}\to \mathbb {R} }}. Інший підхід  — це довірча область.
Підхід лінійного пошуку спочатку знаходить напрямок спуску, уздовж якого буде зменшена цільова функція {\displaystyle f}, а потім обчислюється розмір кроку, який визначає, наскільки повинен рухатися {\displaystyle {\displaystyle \mathbf {x} }} у тому напрямку. Напрямок спуску можна обчислити різними методами, такими як градієнтний спуск, метод Ньютона та квазіньютонівські методи. Розмір кроку може бути визначений точно або приблизно. 

## Приклади використання
Ось приклад градієнтного методу, який використовує лінійний пошук на кроці 2:2.
1. Встановіть лічильник ітерацій {\displaystyle {\displaystyle \displaystyle k=0}} і зробіть початкову здогадку {\displaystyle {\displaystyle \mathbf {x} _{0}}} як мінімум.
2. Повторюйте:
  1. Обчисліть напрямок спуску {\displaystyle p_{k}}
  2. Оберіть {\displaystyle \alpha _{k}} щоб приблизно мінімізувати {\displaystyle {\displaystyle h(\alpha )=f(\mathbf {x} _{k}+\alpha \mathbf {p} _{k})}} для {\displaystyle {\displaystyle \alpha \in \mathbb {R} _{+}}}
  3. Оновіть {\displaystyle {\displaystyle \mathbf {x} _{k+1}=\mathbf {x} _{k}+\alpha _{k}\mathbf {p} _{k}}} і {\displaystyle {\textstyle k=k+1}}
  4. Поки не досягнете {\displaystyle {\displaystyle \|\nabla f(\mathbf {x} _{k+1})\|}<} прийнятної межі

На кроці 2:2 алгоритм може або точно мінімізувати {\displaystyle h}, розв'язавши {\displaystyle h'(\alpha _{k})=0}, або менш точно, запитуючи про достатнє зменшення {\displaystyle h}. Одним із прикладів першого є метод спряженого градієнта. Останній називається неточним лінійним пошуком і може здійснюватися різними способами, наприклад, лінійний пошук з вертанням або використанням умов Вольфе.
Як і інші методи оптимізації, лінійний пошук може поєднуватися з імітованим відпалом, щоб він міг переходити через деякі локальні мінімуми.

## Алгоритми

### Прямі методи пошуку
У цьому методі мінімум слід спершу оточити, тому алгоритм повинен ідентифікувати точки {\displaystyle x_{1}} та {\displaystyle x_{2}}, щоб шуканий мінімум лежав між ними. Потім інтервал ділиться обчисленням функції {\displaystyle f(x)} у двох внутрішніх точках, {\displaystyle x_{3}} та {\displaystyle x_{4}}, і відкиданням тої із зовнішніх точок, яка несусідня з меншою серед {\displaystyle x_{3}} та {\displaystyle x_{4}.} На кожному наступному кроці потрібно обчислювати лише одну додаткову внутрішню точку. З різних способів поділу інтервалу пошук золотих перерізів особливо простий і ефективний, бо пропорції інтервалу зберігаються незалежно від того, як триває пошук:
{\displaystyle {\displaystyle {\frac {1}{\varphi }}(x_{2}-x_{1})=x_{4}-x_{1}=x_{2}-x_{3}=\varphi (x_{2}-x_{4})=\varphi (x_{3}-x_{1})=\varphi ^{2}(x_{4}-x_{3})}}
де
{\displaystyle {\displaystyle \varphi ={\frac {1}{2}}(1+{\sqrt {5}})\approx 1.618}}

## Дивись також
- Метод хорд
- Метод Ньютона в оптимізації
- Метод Гука — Дживса
- Метод Нелдера – Міда
- Метод золотого перетину